# Fascellina albicordis
Fascellina albicordis är en fjärilsart som beskrevs av Louis Beethoven Prout 1932. Fascellina albicordis ingår i släktet Fascellina och familjen mätare. Inga underarter finns listade i Catalogue of Life.